# Tomasz Flis
Tomasz Flis (ur. 24 listopada 1961 w Szczebrzeszynie) – polski polityk, inżynier i menedżer, były wicewojewoda zamojski i lubelski.

## Życiorys
Ukończył studia na Politechnice Rzeszowskiej. Był m.in. zastępcą dyrektora w Zakładach Wykonawstwa Sieci Elektrycznych w Zamościu. Na początku lat 90. kierował zamojskim oddziałem KLD, z jego ramienia ubiegał się w 1993 o mandat poselski. W 1998 sprawował urząd wicewojewody zamojskiego, ostatniego w historii tego województwa. W 1998 uzyskał mandat radnego sejmiku lubelskiego z listy Unii Wolności, z którego wkrótce zrezygnował. W grudniu 1998 pełnił obowiązki wojewody zamojskiego w związku z objęciem stanowiska prezydenta Zamościa przez Marka Grzelaczyka. Na początku 1999 został pierwszym wicewojewodą lubelskim, funkcję sprawował do 2001. W 2001 bez powodzenia kandydował do Sejmu, a w 2002 do sejmiku województwa lubelskiego.
Powrócił następnie do pracy menedżerskiej. Od 2001 zatrudniony w firmie PIP Instal-Lublin, od 2004 jako wiceprezes jej zarządu. W 2008 został prezesem zarządu spółki akcyjnej PGE Energia, wchodzącej w skład PGE Polskiej Grupy Energetycznej. W 2010 objął stanowisko dyrektora generalnego w PGE Dystrybucja S.A. Oddział Lublin, później został wiceprezesem zarządu spółki EuRoPol Gaz. W 2018 został prezesem zarządu Przedsiębiorstwa Handlu Zagranicznego Spółdzielni Mleczarskich Lacpol.